# Alain Delorme (chanteur)
Pour les articles homonymes, voir Delorme.
Ne doit pas être confondu avec Alain Delorme (photographe).
Alain Delorme, de son vrai nom Alain Verstraete,, est un chanteur français, né le 17 septembre 1949, ou 1950,, à Roubaix et décédé dans la même ville le 7 août 2020. 
Leader du groupe Crazy Horse, il quitte la formation en 1975 pour entamer une carrière en solo. Son plus grand succès, Romantique avec toi, atteint la 2e position de l'Ultratop francophone en octobre 1975.

## Biographie
Alain Delorme naît le 17 septembre 1949 ou 1950 à Roubaix où il réside une bonne partie de son enfance, notamment avenue Jean-Lebas. 
Au début des années 1970, alors âgé de 21 ans, il chante avec le groupe belge Crazy Horse, produit par les Mouscronnois Marcel De Keukeleire puis Jan Van Loo. En quatre ans, le groupe vend 4 millions de disques, principalement en France et en Belgique,.
Ce succès apporte des dissensions entre les membres et en 1975, Alain Delorme souhaite prendre ses distances et se lancer dans une carrière solo. Toujours accompagné des mêmes producteurs, le tempo change, les rythmes s'accélèrent et deviennent plus dansants. 
Il effectue alors son service militaire à la caserne Kléber de Lille, dans le service des Transmissions où il traite quotidiennement les messages en Morse.  
Romantique avec toi puis Livre d'amour atteignent tous deux le top 5 du classement des meilleures ventes en Wallonie. Il enchaîne les galas et les apparitions télévisuelles (il participe à six reprises à l'émission Ring Parade présentée par Guy Lux entre 1975 et 1976) mais l'avènement des années disco diminue sa visibilité. Il se rend alors en région parisienne où il gère deux discothèques.  
À l'aube des années 1990, TF1 l'appelle pour participer à l'émission Succès fous présentée par Philippe Risoli, Christian Morin et Patrick Roy. L'émission alterne les sketchs et les anciens tubes : on lui demande d'interpréter Romantique avec toi. Le public est réceptif; il retrouve le chemin des plateaux. Pascal Sevran l'invite régulièrement dans La Chance aux Chansons ce qui le remet en selle : studios d'enregistrement, galas, puis tournées en France, en Belgique, en Tunisie, au Liban et au Sénégal. 
Il interprète également des chants religieux dans les églises. Sur l'album Ainsi sont les femmes paru en 2002, il enregistre d'ailleurs Trouver dans ma vie ta présence, un classique des chorales et de la liturgie chrétienne. Par la suite, dans ses spectacles, il arrive que « le public participe en chantant et en portant à bout de bras des cierges allumés, comme dans une procession ».
Le succès de ce morceau permet la création d'un nouvel album, sélection de chants d'églises populaires agrémentés de violons, guitares électriques et percussions : l'album Cantiques sort en 2003 avec des titres tels que Qu'il est formidable d'aimer, Comme un souffle fragile ou Toi qui aimes ceux qui s'aiment.
On l'aperçoit ensuite dans différentes émissions telles que Les Années Bonheur de Patrick Sébastien en décembre 2006 ou Chanter la vie de Pascal Sevran en juin 2007. 
En 2007, à l'appel de Michel Algay, producteur de la tournée Âge tendre et Têtes de bois, il participe en tant qu'invité-surprise à deux représentations (Dunkerque et Lille). L'accueil du public pousse le producteur à l'inscrire pour deux autres dates (Sens et Dijon). Il intègre la troisième saison de la tournée en 2008. Parallèlement, il participe à la Tournée Romantique, pendant belge de la précédente. Il accompagne ainsi d'autres artistes tels que Robert Cogoi, Jean-François Michaël ou Frank Olivier.  
Mais Alain Delorme garde des contacts privilégiés avec le nord de la France et la Wallonie picarde où il a résidé quelques années, à Mouscron,. Ainsi, on l'entend en 2004, pour la 500e de l’émission de Renelde et Albert sur RQC Mouscron. En 2005 et 2006, il effectue plusieurs apparitions dans des émissions télévisées locales de la région Pas-de-Calais.   
Il meurt d'une crise cardiaque le 7 août 2020 à Roubaix,.

## Discographie
Pour une discographie étayée, consulter les pages dédiées sur Discogs ou Encyclopédisque.

### Albums

#### Albums studio
| Titre                 | Détails                                                                |
| --------------------- | ---------------------------------------------------------------------- |
| Livre d'amour         | - Sortie : 1974 - Label : Juliet, Elver - Formats : 33 tours, cassette |
| Chante les enfants    | - Sortie : 1980 - Label : Aquarius - Formats : 33 tours, cassette      |
| Ainsi sont les femmes | - Sortie : 2002 - Label : Plam - Formats : CD                          |
| Cantiques             | - Sortie : 2003 - Label : CF - Formats : CD                            |
| Vague à l'âme         | - Sortie : 2007 - Label : INC - Formats : Téléchargement, streaming    |

#### Compilations
| Titre         | Détails                                                        | Meilleur classement |
| Titre         | Détails                                                        | BEL                 |
| ------------- | -------------------------------------------------------------- | ------------------- |
| Le Meilleur   | - Sortie : 2014 - Label : CF - Formats : CD, téléchargement    | 92                  |
| Tous mes hits | - Sortie : 2016 - Label : BALDO - Formats : CD, téléchargement | 92                  |

### Simples
- 1975 : Je rêve souvent d'une femme / Rien n'a changé (Omega 36.244Y)
  -  Belgique (Ultratop 50 Singles francophone) #25[24] : classé 5 semaines, du 21/06/75 au 19/07/75, pic le 12/07/75
- 1975 : Romantique avec toi / Le Grand Amour (Elver 36.284 Y)
  -  Belgique (Ultratop 50 Singles francophone) #2[25] : classé 13 semaines, du 25/10/75 au 17/01/76, pic du 22/11/75 au 13/12/75
  -  France (Hit Parade Top 40) #29[26] : classé 3 semaines, du 23/11/75 au 07/12/75, pic le 7/12/75
  -  France (Charts Singles Top 50) #14[27] : classé 10 semaines, du 9/11/75 au 11/01/76, pic les 30/11/75 et 14/12/75
    - Ventes estimées en France sur cette période : 130.470[n 2]

  -  France (Classement annuel 1975) #117[28]
- 1976 : Livre d'amour / La Maison de Verre (Elver 36.315 Y)
  -  Belgique (Ultratop 50 Singles francophone) #4[29] : classé 11 semaines, du 28/02/76 au 08/05/76, pic le 03/04/76
  -  France (Hit Parade Top 40) #34[30] : classé 1 semaine, le 28/03/76
  -  France (Charts Singles Top 50) #26[31] : classé 11 semaines, du 22/02/76 au 02/05/76, pic le 11/04/76
    - Ventes estimées en France sur cette période : 74.373[n 3]
- 1976 : On danse en France / N'hésite pas (Elver 36335)
- 1977  : J'ai un petit faible pour toi / On n’apprend pas l’amour dans les livres (Elver 36.424)
  -  Belgique (Ultratop 50 Singles francophone) #7[32] : classé 11 semaines, du 28/05/77 au 06/08/77, pic le 25/06/77
- 1979 : Vous chantiez ? Dansez maintenant / Laisse pas tomber le chanteur crooner (Eurodisc/WEA 911194)
- 1980 : Venez, Venez St. Nicolas / Le Père Fouettard est en vacances (AQS 006)
- 1983 : Mélodie, Milady, Maladie / Laura (Laurence Records/Phonogram 814 778)
- 1985 : Vous deux, je vous aime / Tous les enfants sont importants (Laurence Records/Phonogram 880 560-7)
- 1991 : Comment dire et comment faire / T’as les yeux "Blue moon" (Carrère 125204)
- 2007 : Petite Fleur aimée (INC Records)